# جبال تشيزوس

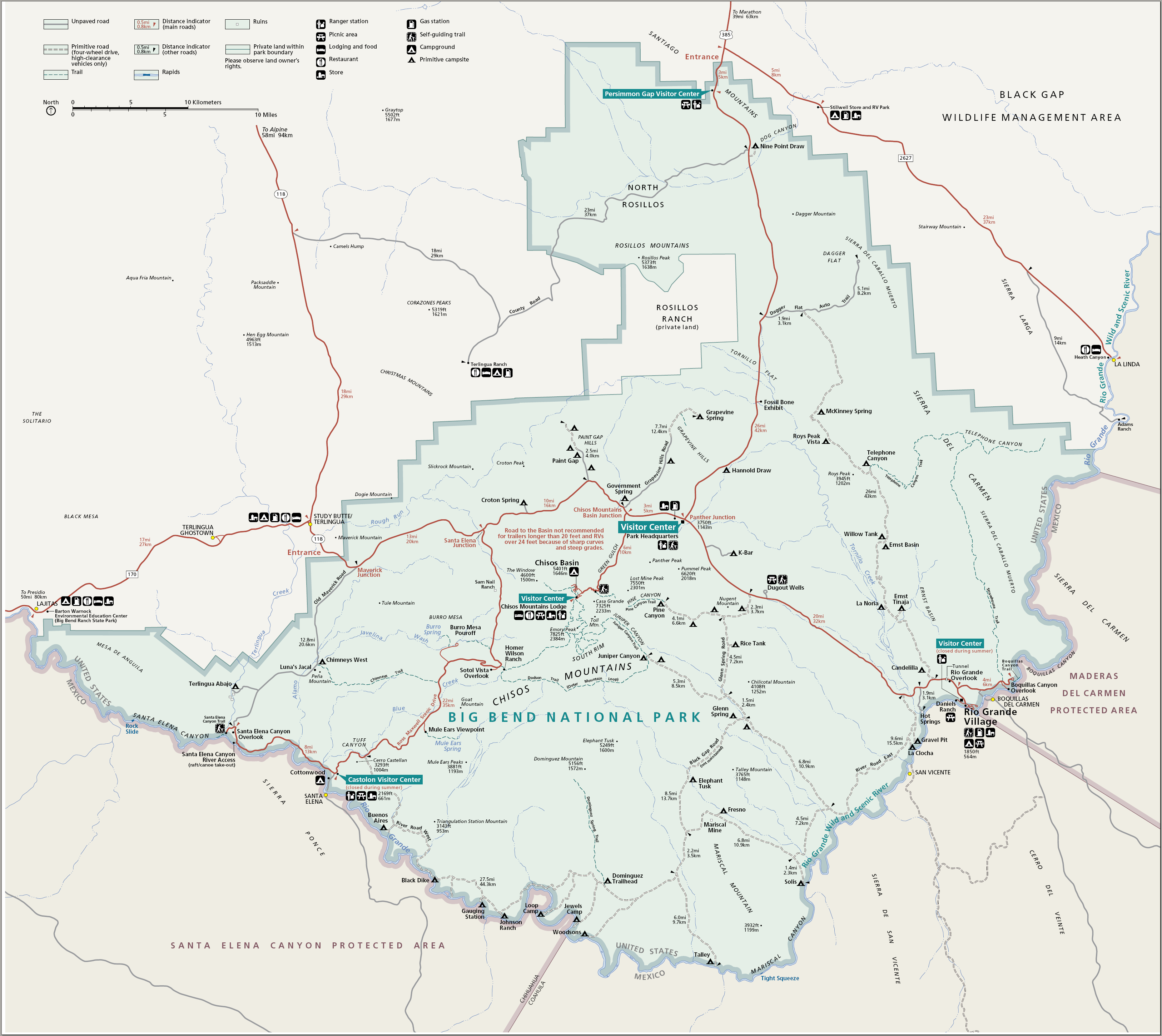
خريطة حديقة بيغ باند الوطنية وتبين جبال التشيزوس

جبال تشيزوس (بالإنجليزية: Chisos Mountains)‏ وهي سلسلة الجبال تغطي 104 كيلومتراً مربعاً (40 ميلًا مربعاً) على طول ريو غراندي في جنوب غرب ولاية تكساس في الولايات المتحدة. وتشكيل هذه الجبال ثالث أعلى جبل في الولاية وتبلغ ذروتها عند قمة إيموري على علو 2385 متر (7825 قدم). تقع هذه الجبال ضمن حديقة بيغ باند الوطنية. وتكونت الأشكال المميزة لهذه السلسلة من خلال تآكل الصخور الرسوبية مما أظهر نتوأت الصخور النارية الصلبة. ينجذب السياح إلى هذه الجبال بسبب وجود مسارات التسلق والتكوينات الجيولوجية الفريدة والمناظر الطبيعية الخلابة. الاسم Chisos قد يكون كلمة من لغات الأمريكيين الأصليين وتعني الأشباح أو الأرواح أو قد تنبع من الكلمة القشتالية hechizos والتي تعني (سحر). كانت هذه الجبال المعقل المفضل للقبائل المغيرة الميسكاليرو والأباتشي والكومانش. بعد أن تم إخضاع هذه الشعوب، استخدمت المنطقة لتربية المواشي حتى تم جعلها جزء من الحديقة الوطنية في عام 1944.

## المناخ
يظهر الجدول التالي التغييرات المناخية على مدار السنة لجبال تشيزوس:
| البيانات المناخية لـجبال تشيزوس                                    | البيانات المناخية لـجبال تشيزوس | البيانات المناخية لـجبال تشيزوس | البيانات المناخية لـجبال تشيزوس | البيانات المناخية لـجبال تشيزوس | البيانات المناخية لـجبال تشيزوس | البيانات المناخية لـجبال تشيزوس | البيانات المناخية لـجبال تشيزوس | البيانات المناخية لـجبال تشيزوس | البيانات المناخية لـجبال تشيزوس | البيانات المناخية لـجبال تشيزوس | البيانات المناخية لـجبال تشيزوس | البيانات المناخية لـجبال تشيزوس | البيانات المناخية لـجبال تشيزوس |
| الشهر                                                              | يناير                           | فبراير                          | مارس                            | أبريل                           | مايو                            | يونيو                           | يوليو                           | أغسطس                           | سبتمبر                          | أكتوبر                          | نوفمبر                          | ديسمبر                          | المعدل السنوي                   |
| ------------------------------------------------------------------ | ------------------------------- | ------------------------------- | ------------------------------- | ------------------------------- | ------------------------------- | ------------------------------- | ------------------------------- | ------------------------------- | ------------------------------- | ------------------------------- | ------------------------------- | ------------------------------- | ------------------------------- |
| الدرجة القصوى °ف (°م)                                              | 82 (28)                         | 84 (29)                         | 96 (36)                         | 96 (36)                         | 99 (37)                         | 103 (39)                        | 102 (39)                        | 99 (37)                         | 97 (36)                         | 94 (34)                         | 89 (32)                         | 87 (31)                         | 103 (39)                        |
| متوسط درجة الحرارة الكبرى °ف (°م)                                  | 58.3 (14.6)                     | 61.8 (16.6)                     | 68.7 (20.4)                     | 76.3 (24.6)                     | 82.8 (28.2)                     | 86.8 (30.4)                     | 84.8 (29.3)                     | 83.7 (28.7)                     | 79.5 (26.4)                     | 73.8 (23.2)                     | 65.2 (18.4)                     | 59.4 (15.2)                     | 73.4 (23.0)                     |
| المتوسط اليومي °ف (°م)                                             | 47.6 (8.7)                      | 50.4 (10.2)                     | 56.4 (13.6)                     | 63.9 (17.7)                     | 70.7 (21.5)                     | 75.1 (23.9)                     | 74.2 (23.4)                     | 73.2 (22.9)                     | 69.0 (20.6)                     | 62.9 (17.2)                     | 54.2 (12.3)                     | 48.7 (9.3)                      | 62.2 (16.8)                     |
| متوسط درجة الحرارة الصغرى °ف (°م)                                  | 36.9 (2.7)                      | 39.1 (3.9)                      | 44.1 (6.7)                      | 51.5 (10.8)                     | 58.5 (14.7)                     | 63.3 (17.4)                     | 63.7 (17.6)                     | 62.7 (17.1)                     | 58.6 (14.8)                     | 51.9 (11.1)                     | 43.2 (6.2)                      | 37.9 (3.3)                      | 51.0 (10.6)                     |
| أدنى درجة حرارة °ف (°م)                                            | −3 (−19)                        | 1 (−17)                         | 12 (−11)                        | 25 (−4)                         | 37 (3)                          | 45 (7)                          | 53 (12)                         | 52 (11)                         | 34 (1)                          | 19 (−7)                         | 13 (−11)                        | 4 (−16)                         | −3 (−19)                        |
| الهطول إنش (مم)                                                    | 0.68 (17)                       | 0.58 (15)                       | 0.41 (10)                       | 0.62 (16)                       | 1.59 (40)                       | 2.21 (56)                       | 3.39 (86)                       | 3.12 (79)                       | 2.48 (63)                       | 1.51 (38)                       | 0.57 (14)                       | 0.51 (13)                       | 17.67 (449)                     |
| متوسط تساقط الثلوج إنش (سم)                                        | 0.8 (2.0)                       | 0.5 (1.3)                       | 0.1 (0.25)                      | 0.0 (0.0)                       | 0.0 (0.0)                       | 0.0 (0.0)                       | 0.0 (0.0)                       | 0.0 (0.0)                       | 0.0 (0.0)                       | 0.0 (0.0)                       | 0.4 (1.0)                       | 0.3 (0.76)                      | 2.1 (5.3)                       |
| متوسط أيام هطول الأمطار (≥ 0.001 in)                               | 3.59                            | 2.99                            | 2.22                            | 2.74                            | 4.51                            | 7.30                            | 9.60                            | 8.88                            | 7.64                            | 4.77                            | 2.90                            | 2.83                            | 60.19                           |
| المصدر: Western Regional Climate Center, Desert Research Institute |                                 |                                 |                                 |                                 |                                 |                                 |                                 |                                 |                                 |                                 |                                 |                                 |                                 |

## معرض صور

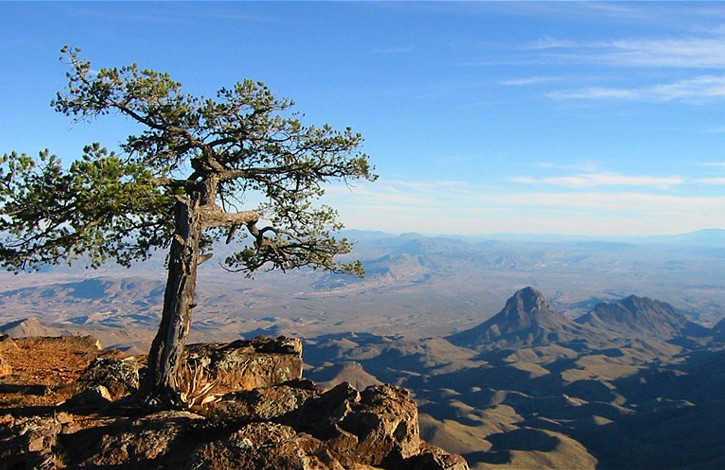
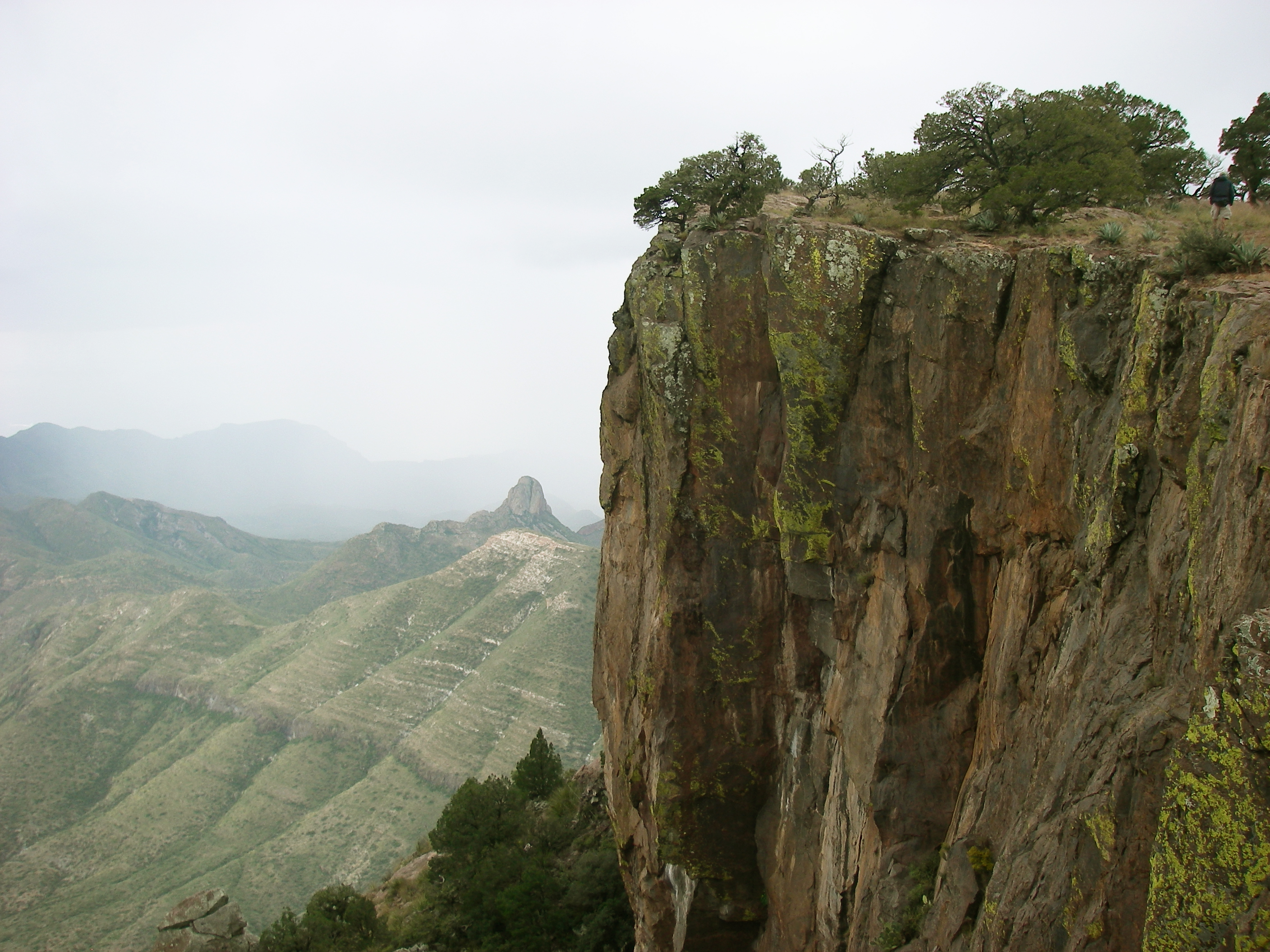
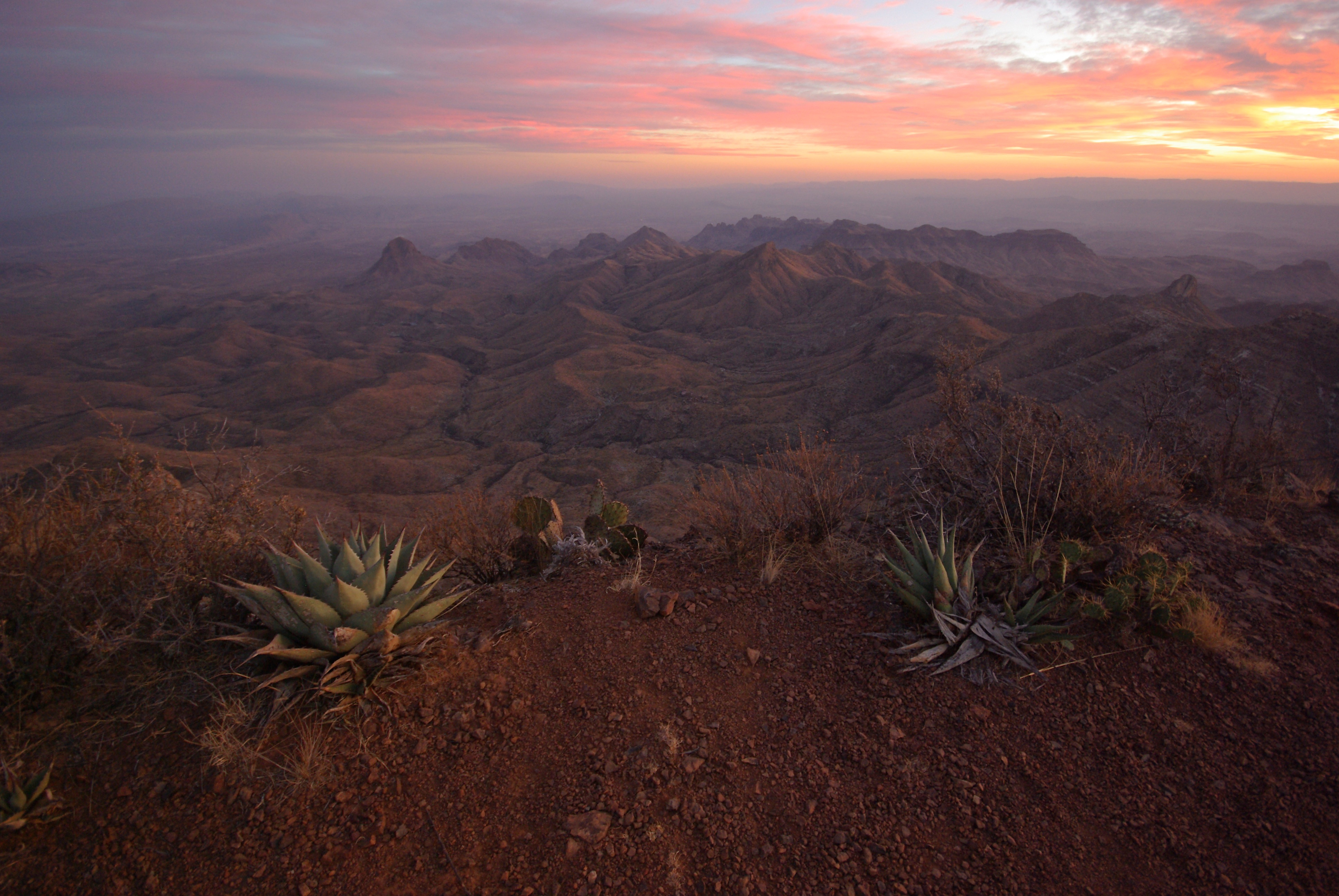